# Kombinat Solidor Heiligenstadt

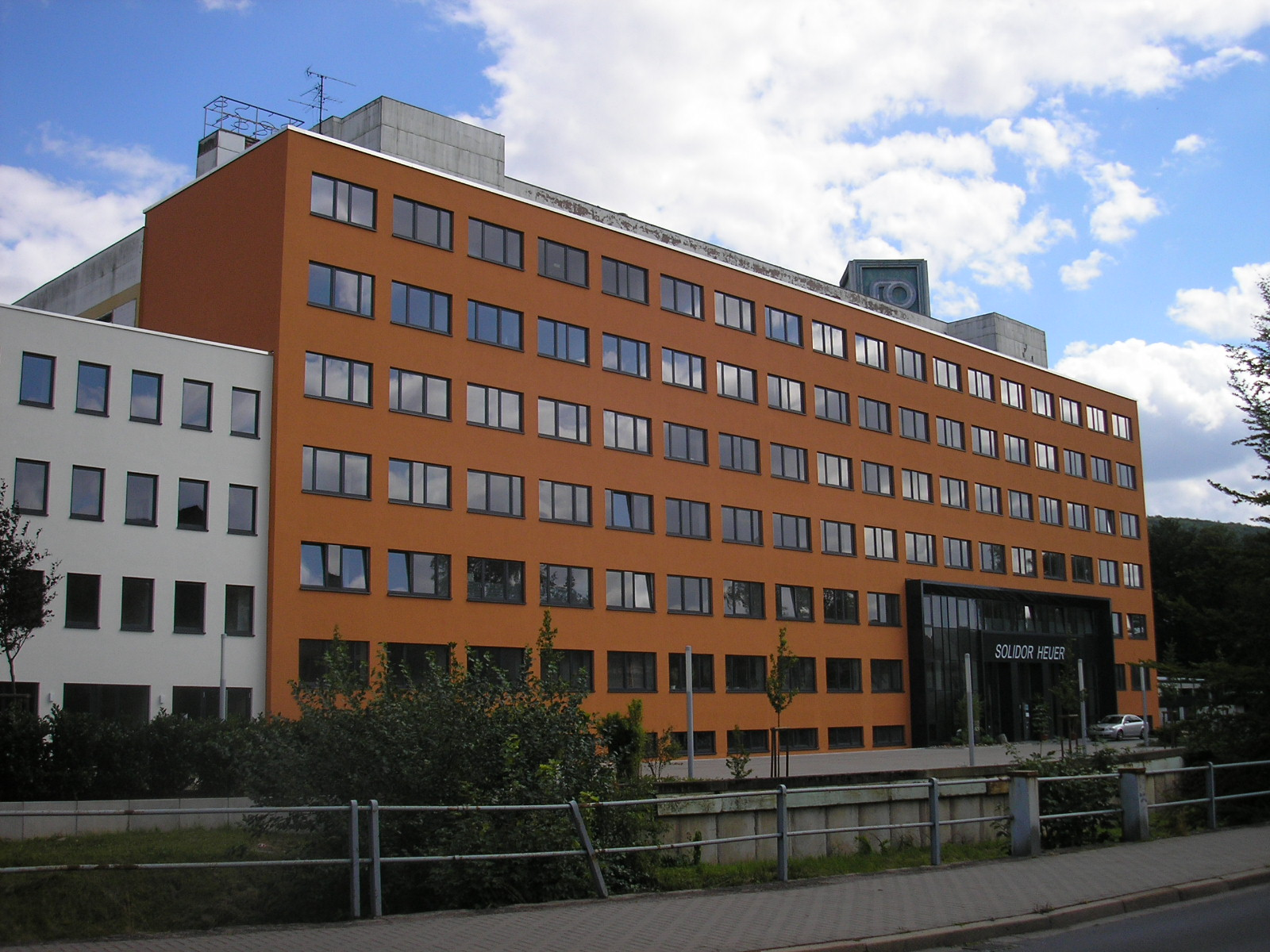
Hauptgebäude des VEB Solidor und heutigen Solidor-Heuer GmbH in Heiligenstadt

Der VEB Kombinat Solidor Heiligenstadt war ein Unternehmen im Bereich der Metallwaren mit Sitz in Heilbad Heiligenstadt im Landkreis Eichsfeld in Thüringen.

## Geschichte

### Hugo Engelmann
1870 gründete Franz Engelmann in Mühlhausen durch Übernahme eine Nadelfabrik. Bereits 1873 kaufte er eine alte Papiermühle in Heiligenstadt und verlagerte seine Fabrik hierher. 1883 übernahm der Sohn Hugo Engelmann die Fabrik und produzierte zunächst nur verschiedene Nadeln. Ab 1889 als Hugo Engelmann Co. Nadel- und Metallwaren-Fabriken erweiterte man das Sortiment um Sicherheitsnadeln, Haken, Druckknöpfe und Ösen. Das Werk wurde vergrößert und Ende des 19. Jahrhunderts arbeiteten etwa 200 Arbeiter und Arbeiterinnen in Heiligenstadt. Bis zum Beginn des Ersten Weltkrieges vergrößerte sich die Produktpalette (Briefklammern, Gürtelschlösser, Schlüsselringe und weitere) und in der benachbarten Bahnhofstraße baute man eine weitere Fabrik und in Freienhagen eine Filiale für insgesamt etwa 500 Beschäftigte.
Der Erste Weltkrieg brachte Einschränkungen und der Betrieb wurde in eine Aktiengesellschaft umgewandelt und 1925 schließlich den Rheinischen Nadelfabriken in Aachen angegliedert. Trotz schwankender Mitarbeiterzahlen war der Betrieb zu damaliger Zeit einer der größten Arbeitgeber im Eichsfeld. Ab 1928 erfolgte auch die Produktion von Reißverschlüssen und in den 1930er Jahren Teile für die Autoindustrie, Flugzeugbau und Maschinenbau (Schlauchbindere). Der Export von Waren entwickelte sich weiter und man lieferte in etwa 30 Länder. Die Betriebsstruktur gliederte sich in immer mehr Abteilungen, z. B. Drahtzieherei, Sicherheitsnadeln, Drahtwaren Stanzerei, Galvanik, Schlosserei, Kartonagen und Versand. Während des Zweiten Weltkrieges wurde die Produktion teilweise auch auf die Rüstungsproduktion umgestellt. 1943 erfolgte die Umwandlung zur Hugo Engelmann GmbH.
Beschäftigtenzahlen (ungefähre Anzahl):
- 1883: 35
- 1913/14: 500
- im 1. Weltkrieg Reduktion und Beschäftigung von 32 Kriegsgefangenen
- 1918/19: 370
- 1939: 350
- 1942: 247 und 65 Heimarbeiter
- später im 2. Weltkrieg: weitere Reduktion und Beschäftigung von Ostarbeitern und Gefangenen
- 1945: 132

### Sowjetische Besatzungszeit und DDR
Das Unternehmen konnte nach Kriegsende die Produktion zwar wieder aufnehmen, doch Rohstoff- und Kraftstoffmangel und reduzierte Beschäftigungszahlen brachten zunächst weitere Einschränkungen. 1948 wurden etwa 138 Mitarbeiter beschäftigt. Ein Jahr später wurde die Engelmann GmbH zunächst unter Treuhandverwaltung gestellt und schließlich in Volkseigentum überführt. Aus dem VEB MEWA Heiligenstadt wurde 1952 der VEB Kleinmetallwarenwerk Heiligenstadt. In den 1950er Jahren stabilisierte sich die Situation und die Produktpalette wurde wieder erweitert (Wandhaken, Heftapparate, Angelhaken und Gurtbeschläge). Die Reißverschlussproduktion wurde von Metall- auf Plastfertigung umgestellt und es wurde hierfür ein neues Werk in der Bahnhofstraße errichtet. 1973 wurde ein neues und größeres Werk für die Hartkurzwarenherstellung in Betrieb genommen.

### VEB Kombinat Solidor
1970 wurde der Betriebsstandort in Heiligenstadt zum Stammsitz des VEB Kombinat Solidor. Dem Kombinatsbetrieb wurden im Laufe der Jahre mehrere Betriebe in der DDR angeschlossen. Innerhalb des Kombinates kam es zu Spezialisierungen in der Produktion. In Heiligenstadt wurden weiterhin Plastreißverschlüsse, Angelhaken, Steckzwirnhülsen, Schlauchschellen und Hartkurzwaren (Schnallen, Gurtbeschläge, Hosenbundklemmen, Haarklemmen und weitere) hergestellt. In Heiligenstadt mit seinen Betriebsteilen waren etwa 2.400 Menschen beschäftigt, im gesamten Kombinat waren es knapp 7.000. Das Kombinat war direkt dem Ministerium für Leichtindustrie unterstellt. Weitere zentralgeleitete Kombinate der Leichtindustrie können in der Liste von Kombinaten der DDR eingesehen werden.
Betriebsstandorte des VEB Kombinat Solidor Heiligenstadt waren:
- Stammsitz Heiligenstadt mit zahlreichen Betriebsteilen im Obereichsfeld
- VEB Nadelwerk Ichtershausen produzierte schließlich alle Nadelprodukte in der DDR (Nähmaschinennadeln, Heftnadeln, Textilmaschinennadeln, Nadelstreifen, Chirurgische Nadeln, Stricknadeln, Stecknadeln, Reißzwecken)
- VEB Reißverschlusswerk Rathenow (Metallreißverschlüsse, Motoren für Scheibenwaschanlagen, Knöpfe)
- VEB Metallwaren Breitungen produzierte Beschläge für Koffer, Taschen, Haken und Ösen für die Schuhindustrie, Profile für Gardinen, Stahlschlüssel und weitere Artikel
- VEB Solidor Dresden[4] mit Betriebsteilen in Cossebaude, Lichtenberg, Pulsnitz (Heuer Pulsnitz[5] 1960 angegliedert) und Bahretal für Hartkurzwaren Druckknöpfe, Nieten, Miederhaken, Steckschlösser und Plasterzeugnisse
- VEB Schirmfabrik Karl-Marx-Stadt (1979 angegliedert)[6]

Betriebsteile des Stammbetriebes in Heiligenstadt:
- Kella, Lutter 1966
- Martinfeld 1969
- Siemerode 1972

### Reprivatisierung
Mit der Wiedervereinigung Deutschlands wurde der Betrieb als Solidor AG privatisiert und in mehrere Teile aufgespalten. Heute wird in Heiligenstadt mit der Solidor-Heuer GmbH ein Teil der Metallwarenverarbeitung fortgeführt. Weitere Unternehmen sind in den Bereichen Metallwaren, Maschinenbau, Reißverschluss- und Fahrzeugteileproduktion tätig.

## Berufsschule
Aus der Lehrwerkstatt des VEB Metallwarenwerkes entwickelte sich eine eigene Betriebsberufsschule im VEB Kombinat Solidor in Heiligenstadt. Die Ausbildung erfolgte in mehreren Berufsbildern.

## Sonstiges

Logo der BSG Motor Heiligenstadt

Zum VEB Solidor Heiligenstadt gehörte als Betriebs- und Ferienobjekt unter anderem die Burg Scharfenstein. Weiterhin übernahm der Betrieb die Trägerschaft für die Betriebssportgemeinschaft BSG Motor Heiligenstadt. Von 1971 bis 1990 wurde von der Leitung der Betriebsparteiorganisation der SED die Betriebszeitung „Solidor“ herausgegeben.